# Cerasmatrichia wirthi
Cerasmatrichia wirthi är en nattsländeart som först beskrevs av Oliver S. Flint Jr. 1968.  Cerasmatrichia wirthi ingår i släktet Cerasmatrichia och familjen smånattsländor. Inga underarter finns listade i Catalogue of Life.